# Teehaus und Orangerie Altenburg

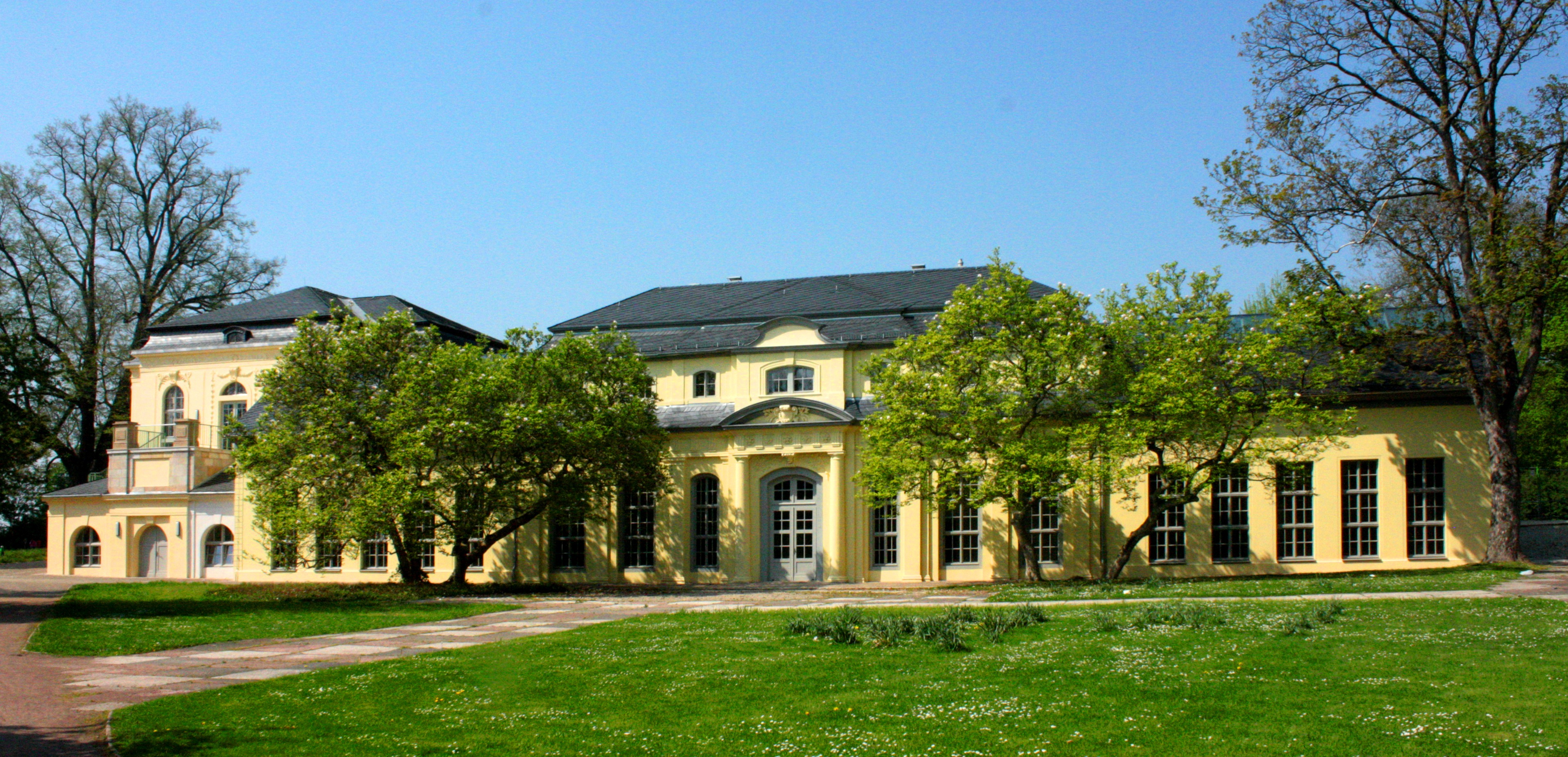
Teehaus und Orangerie 2012

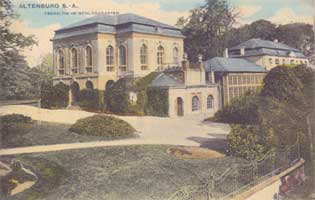
Teehaus und Orangerie um 1900

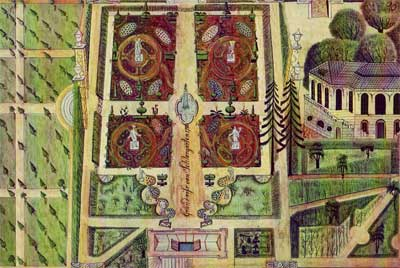
Schlosspark um 1710 (Ausschnitt)

Das Teehaus und die Orangerie bezeichnen einen im Barockstil errichteten Gebäudekomplex im Park des Altenburger Schlosses in Ostthüringen. Er ist als Kulturdenkmal eingetragen.

## Geschichte
Das Teehaus wurde zusammen mit der benachbarten Orangerie zwischen 1706 und 1712 unter Herzog Friedrich II. von Sachsen-Gotha-Altenburg im Altenburger Schlossgarten errichtet. Dieses geschah in Zusammenhang mit einer Neuanlage eines französischen Barockgarten im bis dahin vernachlässigten Schlossgarten.
Bereits zuvor hatten an der Stelle ein älteres Lusthaus, mehrere kleine Gewächshäuser und dahinter das sogenannte Ballspielhaus gestanden. Im Zuge der barocken Umgestaltung des Parkes sollte das an der höchsten Stelle liegende Neue Lusthaus den krönenden Abschluss der Arbeiten bilden. Architekt war der Zeitzer Landbaumeister Johann Heinrich Gengenbach, der seit 1703 auch mit Um- und Neubauten am Altenburger Schloss beschäftigt war.
Nach der erneuten Umgestaltung der gesamten Schlossgartenanlage im Stil eines englischen Landschaftsgartens zu Beginn des 19. Jahrhunderts wurden die Gebäude und Anlagen wohl auch für nichthöfische Zwecke genutzt. So veranstaltete dort 1841 und 1842 die Altenburger Pomologische Gesellschaft eine 1. und 2. vielbeachtete Georginen-(Dahlien-)Ausstellung mit Preisverleihung.
Nach dem Ersten Weltkrieg eröffnete das Altenburger Kaffeehaus Volkstädt im Festsaal des Teehauses ein Café. Im Mezzaningeschoss des Mittelpavillons der Orangerie hatte der bekannte Altenburger Maler Ernst Müller-Gräfe bis zu seinem Tod 1954 sein Atelier.
In den 1960er und 1970er Jahren wurde das Teehaus Familientreffpunkt mit Live-Musik und Konzerten. Die Fläche östlich des Gebäudes wurde als Biergarten genutzt. Die Orangerie wurde „Klub der Volkssolidarität“.

## Nutzung
Seit den 1990er Jahren stand der Gebäudekomplex leer. Im Dezember 2004 wurde zur Rettung des Teehaus-Komplexes der „Teehaus Altenburg Förderverein e.V.“ von einer Reihe engagierter Bürger ins Leben gerufen. Nach mehrjähriger Sanierung wurde das Teehaus im September 2012 zusammen mit der benachbarten Orangerie wieder eröffnet. Die Baukosten betrugen 3,6 Millionen €. Der Teehaussaal wird seitdem wieder für Veranstaltungen genutzt, in der Orangerie ist saisonal ein Café untergebracht.